# Vyacheslav Larents
Bản mẫu:Eastern Slavic name
Vyacheslav Andreyevich Larents (tiếng Nga: Вячеслав Андреевич Ларенц; sinh ngày 21 tháng 9 năm 1994) là một tiền vệ bóng đá người Nga hiện tại thi đấu cho FC Sibir Novosibirsk.

## Sự nghiệp câu lạc bộ
Anh có màn ra mắt tại Russian Second Division cho FC Sibir-2 Novosibirsk vào ngày 23 tháng 7 năm 2013 trong trận đấu với FC Yakutiya Yakutsk.